# Университет Джорджии
Университе́т Джо́рджии (англ. University of Georgia) — американский публичный университет, расположенный в штате Джорджия, один из вузов Университетской системы штата Джорджия. Кампус Университета Джорджии занимает 3,07 км² и располагается в городе Атенс. Университет был основан в 1785 году, является старейшим университетом в Джорджии. В 2014 году занимает 20-е место в рейтинге национальных университетов США по версии издания U.S. News & World Report. По Классификации Карнеги учреждений высшего образования является исследовательским университетом с очень высоким качеством образования.

## История
Университет Джорджии был основан 27 января 1785 года Генеральной Ассамблеей Джорджии, который предоставил учёному совету будущего университета Джорджии 40 000 акров (160 км) земли в целях основать «колледж или семинарию». Учёный совет состоял из совета инспекторов (англ. Board of Visitors) и председательствующего попечительского совета от сената Джорджии. Первое заседание совета попечителей университета состоялось в городе Огаста, штат Джорджия 13 февраля 1786 года. На этом заседании был выбран первый президент университета Авраам Болдуин, родом из Коннектикута, выпускник Йельского университета. Болдуин был одним из сорока тех, кто подписал Конституцию Соединенных Штатов. Кампус университета Джорджии напоминает кампус Йельского университета.
2 июля 1799 года учёный совет вновь собрался, на этот раз в городе Луисвилле, штат Джорджия, и решил, что настало время начать строить университет. Во время этой встречи на берегу реки Окони были выбраны 633 акров (2,6 кв. км), на котором должен был быть построен университет. Первые занятия были проведены в 1801 году в колледже Франклина, названном в честь Бенджамина Франклина. Первый выпуск состоялся 31 мая 1804 года.

## Знаменитые выпускники
- См.: Категория:Выпускники Университета Джорджии